# Изопулегол
Изопулегол (п-9-ментен-3-ол),  — спирт, представитель терпеноидов.

## Свойства
Бесцветная жидкость с запахом мяты. Растворяется в этаноле и органических растворителях, нерастворим в воде.

## Нахождение в природе
Изопулегол содержится в лемонграссовом и некоторых других эфирных маслах.

## Способы получения
Изопулегол получают кислотной циклизацией (+)-цитронеллаля в виде смеси изомеров, в которой преобладает (-)-изопулегол.

## Применение
Изопулегол используется как компонент парфюмерных композиций и пищевых эссенций. Является исходным веществом для получения ментола.